# Branche de la rivière Bayonne
Pour les articles homonymes, voir Bayonne (homonymie).
La branche de la rivière Bayonne est un affluent de la rivière Bayonne, coulant sur la rive nord du fleuve Saint-Laurent, en traversant les municipalités de Saint-Félix-de-Valois (MRC de Matawinie) et de Sainte-Elisabeth (MRC D’Autray), dans la région administrative de Lanaudière, au Québec, au Canada.
À partir du village de Saint-Félix-de-Valois, ce cours d’eau descend vers le sud-est en zone agricole.

## Géographie
La branche de la rivière Bayonne prend sa source du côté sud du village de Saint-Félix-de-Valois, entre le Domaine-Marier et le centre communautaire.
Cette source est située à :
- 2,0 km à l'ouest de la rivière Bayonne ;
- 7,4 km au nord-ouest de la confluence de la branche de la rivière Bayonne ;
- 21,4 km au nord-ouest de la rive nord-ouest du fleuve Saint-Laurent.

La branche de la rivière Bayonne coule sur 11,6 km, selon les segments suivants :
- 0,2 km vers l'est dans le village de Saint-Félix-de-Valois, jusqu’au pont de la route 131 ;
- 0,8 km vers l'est jusqu’au pont du chemin Barrette ;
- 4,9 km vers le sud-est, jusqu’au pont du chemin du rang Frédéric ;
- 0,5 km vers le sud-est, en formant la limite entre Saint-Félix-de-Valois et Sainte-Elisabeth ;
- 4,2 km vers le sud-est dans Sainte-Elisabeth, jusqu’au ruisseau Saint-Martin (venant de l'ouest) ;
- 1,0 km vers le nord-est, en passant sous le pont du chemin du rang du Haut-de-la-Rivière, jusqu’à la confluence de la rivière[2].

La branche de la rivière Bayonne se déverse sur la rive nord-ouest du fleuve Saint-Laurent. La confluence du branche de la rivière Bayonne est située à :
- 2,0 km à l'ouest du centre du village de Sainte-Elisabeth ;
- 10,0 km au nord-est du centre-ville de Joliette ;
- 15,1 km au nord-ouest de la rive nord-ouest du fleuve Saint-Laurent.

## Toponymie
Le toponyme branche de la rivière Bayonne a été officialisé le 5 décembre 1968 à la Commission de toponymie du Québec.